# Luigi Bobba
Luigi Bobba (Cigliano, 29 mai 1955) est un homme politique italien.

## Biographie
Après avoir présidé durant huit ans les Associations chrétiennes des travailleurs italiens, il est devient sénateur de la XVe législature de la République italienne en 2006.
En 2008, il est élu député de la circonscription Piémont 2 pour le Parti démocrate, il est réélu en 2013.
Il est secrétaire d'État du  Travail et des Politiques sociales de 2014 à 2018.